# Žíšov (Vavřinec)
Žíšov (německy Schischow) je vesnice, část obce Vavřinec v okrese Kutná Hora ve Středočeském kraji. Leží 2,5 kilometru od Vavřince.
Severozápadním cípem katastrálního území prochází železniční trať Kolín - Uhlířské Janovice - Ledečko. Na ní je zřízena železniční zastávka, nazvaná po bližší sousední vsi Hatě.

## Historie
První písemná zmínka o vesnici pochází z roku 1318.

## Přírodní poměry
Západním okrajem Žíšova protéká řeka Výrovka, která je levostranným přítokem Labe. V obci se nachází Panský rybník (5,4 hektaru), který je napájen přiváděnou vodou z Onomyšlského potoka. Protáhlý rybník je znám také jako Žíšovský. Na jeho hladině se odráží oblá báň věže místního kostelíku.

## Obyvatelstvo
| Rok            | 1869 | 1880 | 1890 | 1900 | 1910 | 1921 | 1930 | 1950 | 1961 | 1970 | 1980 | 1991 | 2001 | 2011 | 2021 |
| -------------- | ---- | ---- | ---- | ---- | ---- | ---- | ---- | ---- | ---- | ---- | ---- | ---- | ---- | ---- | ---- |
| Počet obyvatel | 292  | 243  | 269  | 255  | 249  | 231  | 221  | 165  | 149  | 129  | 96   | 73   | 57   | 59   | 85   |
| Počet domů     | 38   | 43   | 45   | 46   | 48   | 46   | 49   | 47   | 47   | 42   | 37   | 46   | 49   | 49   | 50   |

## Obecní správa
Při sčítání lidu v letech 1850–1960 Žíšov byl osadou obce Chmeliště v okrese Kutná Hora. Od 1. července 1960 je částí obce Vavřinec v okrese Kutná Hora.

## Pamětihodnosti
- Válcový mlýn Josefa Kutiše
- Tvrz
- Kostel svatého Mikuláše
- Barokní socha svatého Mikuláše
- Dub letní – památný strom, roste na břehu rybníka[9]